# Sewerynówka (rejon jampolski)
Sewerynówka, Jankułowska Słobódka (ukr. Северинівка) – wieś na Ukrainie, w obwodzie winnickim, w rejonie jampolskim.
W czasach Rzeczypospolitej wieś leżała w województwie bracławskim. Odpadła od Polski w wyniku II rozbioru.